# Chapter 3: The Sin
"Chapter 3: The Sin" (Capítulo 3: El Pecado) es el tercer episodio de la primera temporada de la serie de streaming The Mandalorian. El episodio fue emitido por primera vez el 22 de noviembre de 2019 a través de Disney+ y en 2020 estará disponible en el resto del mundo a través de la plataforma de streaming.

## Argumento
El Mandaloriano entrega el niño al Cliente por la recompensa sin precedentes de 20 Barras de acero Beskar. Contra el código del cazarrecompensas, pregunta sobre los planes para el niño, pero no recibe respuestas y se retira antes de que pueda surgir un posible conflicto. Cuando el Mandaloriano regrese al enclave secreto de Mandaloriano, va a reemplazar su armadura dañada por la Armera, quien le forjará una coraza completa de parte de la recompensa de Beskar. Debido a que su armadura fue dañada por un Mudhorn, la Armera ofrece ofrecerla para su sello, pero el Mandaloriano declina ya que fue "ayudado por un enemigo" para derrotarlo, a pesar de que no sabía que era su enemigo. En lugar del sello, la Armera usa parte del exceso de Beskar para forjar "pájaros silbantes" para mejorar el armamento del Mandaloriano, mientras que el resto va a los niños Mandalorianos "engendradores" para su futuro. Paz Vizla, otro mandaloriano que vive dentro del Enclave, reprende a Mando por trabajar con exagentes del Imperio, que son responsables de su situación actual. La Armera aborda la situación recordándoles el Camino del Mandolore.
Durante la forja de su nueva armadura, las chispas y el ruido de la fragua le dan a los flashbacks Mandalorianos a su infancia cuando Droides de batalla Separatistas atacó a su familia, y lo pusieron en un sótano para esconderse de ellos.
Al regresar al gremio de cazarrecompensas, el Mandaloriano recibe la mirada de envidia de todos los demás cazadores de recompensas mientras entra con su nueva armadura de Beskar. Aprende de Greef Carga que todos en el gremio tenían un llavero de seguimiento para el niño. Felicitándolo por lograr lo que no pudieron hacer, Greef revela que también recibió a Beskar por la captura y el regreso exitoso del niño. Greef le ruega que tome un tiempo para descansar, pero el Mandaloriano insiste en tomar otro trabajo. Él le pregunta a Greef si tiene alguna idea de lo que El Cliente ha planeado para el niño, pero Greef dice que no preguntó porque está en contra del código del gremio, diciéndole que debería olvidarlo. A pesar de aceptar una nueva asignación y comenzar a preparar su nave para partir, el Mandaloriano cambia de opinión en el último momento y, en cambio, se vuelve para infiltrarse en la base de operaciones del Cliente.
Al matar a muchos soldados de asalto imperiales, rescata al niño de un laboratorio donde el Dr. Pershing lo estaba experimentando, a quien deja vivir. En el camino de regreso a su barco, el Mandaloriano es emboscado por los otros cazarrecompensas y Greef Carga, cuyos mandos de rastreo se reactivaron cuando salvó al niño, y le exigen que lo entregue. Después de que él se niega, estalla un tiroteo, dejando al Mandaloriano muy superado en número y acorralado, pero los guerreros del enclave Mandaloriano llegan inesperadamente, atacando a los cazarrecompensas y dando cobertura al Mandaloriano para escapar. Emboscando al Mandaloriano en su nave, Greef le da una última oportunidad para rendirse, pero Mando lo engaña y le dispara, expulsándolo de la nave espacial. Cuando el Mandaloriano escapa del planeta, se revela que Greef todavía está vivo, ya que el Beskar en su chaqueta lo había protegido del rayo láser.
Cuando el barco del Mandaloriano se va volando, Paz Vizla vuela junto con un jetpack y lo saluda. Aparece la mano del niño, llegando hasta la consola desde abajo; el Mandaloriano desenrosca una perilla de control con la que había reprendido al niño por jugar al comienzo del episodio, y la deja caer en su mano.

## Producción
El episodio está dirigido por Deborah Chow, y escrito por Jon Favreau.

## Recepción
"The Sin" actualmente tiene un 100% entre los críticos de Rotten Tomatoes con 7 reseñas y un 9.4 en IMDb basado en más de 2520 reseñas. Alan Sepinwall de Rolling Stone descibrio el episodio como ¨efectos digitales de vanguardia mezclados con trucos de narración intemporales sobre sacrificios heroicos...¨, siendo ¨satisfactorio¨. Keith Phipps de New York Magazine y Vulture dijo que ¨por mucho que "The Sin" aclare la moral de su protagonista, resulta que solo se "dobla" hasta ahora, todavía no sabemos mucho sobre lo que protege el Mandaloriano o de qué lo está protegiendo.¨.